# Jaime Smith
James Elliott "Jaime" Smith (Birmingham, Alabama, 11 de julio de 1989) es un jugador de baloncesto estadounidense que actualmente se encuentra sin equipo. Con 1,91 metros de estatura, juega en la posición de escolta.

## Trayectoria deportiva
Jugó durante cuatro temporadas con los Alabama-Huntsville Chargers y tras no ser drafteado en 2013, el jugador se marchó a Europa para debutar como profesional en Portugal, en las filas del S.C.Lusitânia EXPERT en la temporada 2013-14.
Más tarde, jugó en Suiza, Bélgica y en Ucrania. En las filas del BC Khimik, jugando la FIBA Champions League, obtendría una media de 17,6 puntos, 2,7 rebotes y 4,6 asistencias por partido.
En verano de 2017, se compromete por el Red October Cantú para la temporada 2017-18.